# América Futebol Clube (Sergipe)
O América Futebol Clube é um clube de futebol brasileiro, sediado na cidade de Propriá, no estado de Sergipe.

## História
O América foi fundado em 8 de agosto de 1942 a partir de uma dissidência do Esporte Clube Propriá, seu atual rival. As cores escolhidas para seu uniforme foram o verde, o vermelho e o branco.
Apesar de ser fundado em 1943 passou a atuar no futebol profissional em 1960 a partir de mudanças na Federação Sergipana de Futebol quando então os atletas passam a assinar contratos de trabalho. O clube teve seu grande momento na década de 1960, em 1965 o América perdeu o título estadual para o Confiança, em pleno Estádio José Neto, em Propriá, pelo placar de 1 a 0. No ano seguinte o tricolor da ribeirinha foi a Aracaju e em pleno Estádio Proletário (casa do adversário) deu o troco e sagrou-se campeão.
Em 1993 foi campeão da Série A2 do Campeonato Sergipano.[carece de fontes?]
Em 2005 o América foi rebaixado para a Série A2 do Campeonato Sergipano.[carece de fontes?]
Em 2006 foi campeão da Série A2 do Campeonato Sergipano.
Em 2007 quebrou um jejum de 41 anos, voltando a conquistar o estadual da primeira divisão.
Em 2010 o América foi vice-campeão da Copa Governador do Estado.
Em 2011 o América foi rebaixado no Campeonato Sergipano.[carece de fontes?]
Em 2012 o América conquistou o bi-campeonato da Série A2 do Campeonato Sergipano.
Em 2013 o América novamente foi rebaixado para a Série A2 do Campeonato Sergipano.
Em 2021 o América conquistou o acesso ao campeonato sergipano, mas perdeu a decisão para o Falcon.

## Títulos
| ESTADUAIS | ESTADUAIS                         | ESTADUAIS | ESTADUAIS   |
|           | Competição                        | Títulos   | Temporadas  |
| --------- | --------------------------------- | --------- | ----------- |
|           | Campeonato Sergipano              | 2         | 1966 e 2007 |
|           | Campeonato Sergipano - 2ª Divisão | 2         | 2006 e 2012 |
|           | Torneio Início                    | 1         | 1965        |

### Outras conquistas
| Outras Conquistas | Outras Conquistas       | Outras Conquistas | Outras Conquistas |
|                   | Competição              | Títulos           | Temporadas        |
| ----------------- | ----------------------- | ----------------- | ----------------- |
| Sergipe           | Copa Banese de Campeões | 1                 | 2007              |
| Sergipe           | Copa Sergipe Sub-20     | 1                 | 2013              |

## Estatísticas

### Participações
|  | Participações em 2025 |

| Competição | Competição            | Temporadas | Melhor campanha       | Estreia | Última | P | R |
| Sergipe    | Campeonato Sergipano  | 21         | Campeão (1966 e 2007) | 1963    | 2025   |   | 3 |
| Sergipe    | Série A2              | 13         | Campeão (2006 e 2012) | 1985    | 2021   | 4 |   |
| Brasil     | Campeonato Brasileiro | 1          | 16º colocado (1967)   | 1967    | 1967   |   | – |
| Brasil     | Série C               | 1          | 57º colocado (2007)   | 2007    | 2007   | – | – |
| Brasil     | Série D               | 1          | Estreia (2026)        | 2026    | 2026   | – |   |
| Brasil     | Copa do Brasil        | 1          | 1ª fase (2008)        | 2008    | 2008   |   |   |

## Ranking da CBF
- Posição: 291º
- Pontuação: 2 pontos

Ranking criado pela Confederação Brasileira de Futebol que pontua todos os times do Brasil.

## Escudo
| Evolução do escudo do América Futebol Clube | Evolução do escudo do América Futebol Clube | Evolução do escudo do América Futebol Clube | Evolução do escudo do América Futebol Clube | Evolução do escudo do América Futebol Clube | Evolução do escudo do América Futebol Clube | Evolução do escudo do América Futebol Clube | Evolução do escudo do América Futebol Clube |
| 1942-Presente                               |                                             |                                             |                                             |                                             |                                             |                                             |                                             |
| ------------------------------------------- | ------------------------------------------- | ------------------------------------------- | ------------------------------------------- | ------------------------------------------- | ------------------------------------------- | ------------------------------------------- | ------------------------------------------- |

## Clássicos e rivalidades

### América vs Propriá
O Clássico da Ribeirinha é uma rivalidade existente entre os times do América Futebol Clube e o Esporte Clube Propriá que tem como localização a cidade de Propriá. Tem seu nome devido ao fato da cidade de Propriá estar localizada às margens do Rio São Francisco, na divisa norte do estado de Sergipe.
O América já enfrentou o Propriá 23 vezes na história em competições oficiais, foram 15 vitórias, 2 empates e 5 derrotas. Marcou 46 gols e sofreu 17 gols. 
O América também possuí um dos maiores tabus em clássicos no estado de Sergipe, o seu rival não o vence desde 18 de setembro de 2004, quando perdeu pela Série A2 daquele ano por 1 a 0, o clássico ficou sem ser disputado entre os anos de 2005 e 2011, voltando a jogar na Série A2 de 2012, desde então o Propriá não vence seu rival, nesses últimos 9 anos. Está sendo feito um levantamento estatístico do maior clássico do Baixo São Francisco.
Última atualização: Propriá 1–2 América, 6 de novembro de 2021.
| Rival   | J  | V  | E | D | GP | GC |
| ------- | -- | -- | - | - | -- | -- |
| Propriá | 23 | 16 | 2 | 5 | 46 | 17 |